# Giovanni Bragolin
Bruno Amadio, ou "Giovanni Bragolin" (Veneza, 15 de janeiro de 1911 — Pádua, 22 de setembro de 1981), foi um pintor italiano que ficou famoso entre as décadas de 1970 e 1980 ao pintar quadros de crianças chorando que foram vendidos em vários lugares do mundo. Também era conhecido como Franchot Seville, Bragolin e J. Bragolin. As pinturas apresentam uma variedade de crianças chorando olhando melancolicamente para a frente.  
Bruno Amadio era um pintor de formação acadêmica e trabalhou na Veneza pós-guerra, produzindo pinturas para os turistas. 27 pinturas dos "Crying Boys" foram feitas sob o nome de Bragolin, e suas reproduções foram vendidas no mundo inteiro. Na década de 1970 ele foi encontrado vivo e ativo, ainda pintando em Pádua. Amadio faleceu de um câncer no esôfago em 1981.

## Trabalhos
Em museus da Europa é possível se encontrar as réplicas e os originais. Ao todo foram 27 quadros pintados com este tema. Bruno Amadio pintou também outros quadros, a maioria entretanto ligado ao estilo natureza morta.

## Lenda urbana
Uma famosa lenda urbana é relacionada, principalmente no Brasil, ao nome deste pintor. Diz a lenda que, por nunca ter conseguido vender um quadro em sua carreira, o pintor italiano Bruno Amadio decidiu fazer um pacto com o Diabo. Bruno passou a usar o pseudônimo Giovanni Bragolin e não mais pintaria crianças felizes. Passaria a retratar crianças chorando, por circunstâncias retratadas de forma subliminar no próprio quadro. Mais tarde, arrependido, teria implorado para que todos destruíssem suas obras, que só trariam desgraças aos seus donos. Confessou que algumas crianças retratadas traziam a pupila dilatada porque estavam mortas; eram crianças reais, desaparecidas de suas famílias e encomendadas para Satã. Também há alegações de que ele fugiu para a Espanha após a guerra, e teria usado as crianças de um orfanato local (posteriormente incendiado) como inspiração para as pinturas. Há ainda outra lenda de que um bombeiro, ao relatar que em incêndios ocorridos na Inglaterra, nos anos 70, estranhamente os quadros não se queimavam. Um jornal da época, o The Sun (famoso por histórias irreais e sensacionalistas), confirmou a história. O jornal dizia que eram quadros satânicos fruto de pacto demoníaco do pintor Giovanni Bragolin. As pessoas escreviam para o jornal relatando tragédias que ocorreram depois da aquisição de tais quadros, grupos queimavam-no em fogueiras, uma histeria coletiva tomou conta das pessoas na Europa. É claro que todas essas afirmações não provem de fontes seguras, o que as caracterizam simplesmente como boatos. 
Um fato que liga o pintor italiano fortemente com o Brasil é de ele ter, supostamente, ido ao Fantástico (programa exibido aos domingos pela Rede Globo) ceder uma entrevista nos anos 80, onde teria implorado para que as pessoas que tivessem seus "Crying Boys" em suas casas os queimassem. Mas, no entanto, nunca houve uma prova de que a entrevista realmente existiu. Por mais que se procurem vídeos no YouTube ou registros escritos, nunca nada foi encontrado que comprovasse a entrevista.
A vida de Bragolin foi com certeza uma polêmica. Não há sites que indiquem clara e convictamente onde ele nasceu, de quem era filho, onde passou sua infância. Tudo que se sabe é sobre sua misteriosa lenda urbana.